# Rhyacia augurides
Rhyacia augurides là một loài bướm đêm trong họ Noctuidae.